# Diocese de Saint Catharines
A Diocese de Saint Catharines (Dioecesis Sanctae Catharinae) é uma diocese localizada na cidade de St. Catharines, na província de Ontário, pertencente a Arquidiocese de Toronto no Canadá. Foi fundada em 1958 pelo Papa João XXIII. Com uma população católica de 181.000 habitantes, sendo 35,3% da população total, possui 45 paróquias com dados de 2018.

## História
Em 22 de novembro de 1958 o Papa João XXIII cria a Diocese de Saint Catharines a partir dos territórios da Arquidiocese de Toronto e da Diocese de Hamilton.

## Lista de bispos
A seguir uma lista de bispos desde a criação da diocese em 1958.
|                            | Nome                       | Período                    | Notas                      |
| Bispos de Saint Catharines | Bispos de Saint Catharines | Bispos de Saint Catharines | Bispos de Saint Catharines |
| -------------------------- | -------------------------- | -------------------------- | -------------------------- |
| 5º                         | Gerard Paul Bergie         | 2010 -                     |                            |
| 4º                         | James Matthew Wingle       | 2001 - 2010                | Bispo emérito              |
| 3º                         | John Aloysius O'Mara       | 1994 - 2001                | Bispo emérito              |
| 2º                         | Thomas Benjamin Fulton     | 1978 - 1994                |                            |
| 1º                         | Thomas Joseph McCarthy     | 1958 - 1978                |                            |